# Neumichtis subcarnea
Neumichtis subcarnea là một loài bướm đêm trong họ Noctuidae.